# Leighton Buzzard Light Railway
| Leighton Buzzard Light Railway                            | Leighton Buzzard Light Railway |
| --------------------------------------------------------- | ------------------------------ |
| Ein Zug der LBLR, der von der Nº 11 PC Allen gezogen wird |                                |
| Karte der Leighton Buzzard Light Railway                  |                                |
| Streckenlänge:                                            | 4,8 km                         |
| Spurweite:                                                | 610 mm (2-Fuß-Spur)            |
|                                                           |                                |
| Legende                                                   |                                |

Die Leighton Buzzard Light Railway (LBLR) ist eine knapp 4,8 km lange Schmalspurbahn bei Leighton Buzzard in Bedfordshire, England mit 610 mm (2 Fuß) Spurweite. Die Bahnstrecke wurde in der Nachkriegszeit des Ersten Weltkriegs gebaut, um Sand von den nördlich der Stadt gelegenen Sandgruben abzutransportieren. In den 1960er Jahren wurde auf LKW-Transport umgestellt. Seitdem wird die Bahn ehrenamtlich als Museumseisenbahn betrieben.

## Geschichte

### Sand-Abbau
Die Lage von Sand aus der frühen Kreidezeit wird in Bedfordshire an verschiedenen Stellen in kleineren Sandgruben abgebaut. Die wichtigsten davon liegen in der Nähe von Leighton Buzzard. Im 19. Jahrhundert wurde der Sand auf Pferdekarren von den Sandgruben südlich der Stadt zum Bahnhof der Eisenbahn von Dunstable nach Leighton Buzzard transportiert. Die stahlbereiften Karren beschädigten die Straßen, wofür die Sandgrubenbetreiber Klagen des Bedfordshire County Council erhielten. Am Ende des Jahrhunderts wurden Dampflastwagen eingeführt, die noch stärkere Schäden an den Straßen hervorriefen.
Während des Ersten Weltkrieges konnte kein Sandguss-Sand von Belgien nach Großbritannien importiert werden. Dieser wurde aber von den Rüstungs- und Munitionsherstellern dringend gebraucht. Die Sande aus Leighton Buzzard erwiesen sich als für den Sandguss sehr geeignet, und die Produktion stieg an. Den Grubenbesitzern wurde mitgeteilt, dass sie ab 1919 die öffentlichen Straßen nicht mehr zum Sandtransport nutzen dürften. Daher entschlossen diese sich, eine Schmalspurbahn zu bauen.

### Die Originalstrecke

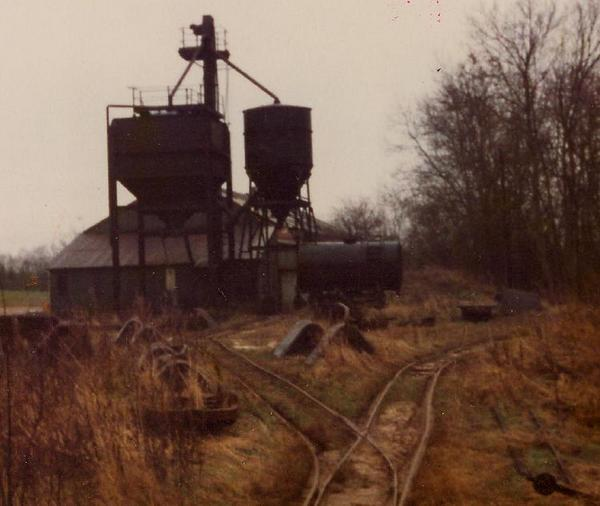
George Garside’s Sandgrube im Jahr 1980, kurz vor Einstellung des Bahnbetriebs

Leighton Buzzard Light Railway wurde am Donnerstag, den 20. November 1919, in Betrieb genommen. Sie verband die Sandgruben von Double Arches Pit mit dem normalspurigen Rangierbahnhof Grovebury südlich der Stadt. Die Bahnstrecke wurde mit einem Schienengewicht von 14,9 kg/m aus überflüssigem Wehrmaterial des War Department Light Railways gebaut. Anfangs gab es zwei dreiachsige Hudswell Clarke Dampflokomotiven mit seitlichem Wassertank. Diese erwiesen sich für die kleinen Kurvenradien als ungeeignet und wurden 1921 verkauft. Ab diesem Zeitpunkt wurden Motor Rail Diesellokomotiven eingesetzt.
Nach dem Zweiten Weltkrieg wurde der Transport wieder auf die Straße verlagert. Ein Streik auf der Eisenbahnhauptstrecke im Jahr 1953 erweiterte den Straßentransport noch mehr. Mitte der 1960er Jahre nutzte nur noch die Arnolds Sandgrube die Schmalspurbahn. Die BR-Strecke nach Dunstable wurde 1965 stillgelegt, mit Ausnahme eines kurzen Verbindungsstückes von Leighton Buzzard zum Rangierbahnhof Grovebury, das noch bis 1969 in Betrieb war.

### Museumseisenbahn
Seit 1968 wurde die Strecke kaum noch genutzt, und ehrenamtliche Eisenbahnenthusiasten nutzten die Strecke unter dem Namen The Iron Horse Railway Preservation Society an Wochenenden für den Personenverkehr. Ein Teil des Nutzungsabkommens war, dass sie die Gleise reparieren und instand halten sollten. Sie beschafften sich gebrauchte Wagons und vier Simplex-Diesellokomotiven von der St Albans Sand and Gravel Company, die zerlegt wurden, um als Ersatzteilspender für eine funktionsfähige Lokomotive zu dienen. Der letzte Sandtransport fand 1969 statt, obwohl einige Sandgruben nach wie vor Schmalspureisenbahnen innerhalb ihrer Gruben einsetzten. Diese wurden schließlich durch Lastkraftwagen und Förderbänder ersetzt, so dass der letzte werksinterne Bahnverkehr 1981 stattfand. Heute wird die Bahn ausschließlich als Museumseisenbahn betrieben.
Es gibt eine zahlreiche Sammlung von Dampf- und Diesellokomotiven, die auf der Bahnstrecke verkehren. Besucher können mit einer Edmondsonschen Fahrkarte die Züge benutzen. Am Nordende der Bahnstrecke gibt es eine Ausstellung von Industrielokomotiven. Der Bahnbetrieb wird von der Campaign to Protect Rural England unterstützt.

## Die Strecke
Die Bahnstrecke verläuft meistens durch ab den 1970er Jahren erbaute moderne Wohngebiete, nur die letzten 800 m führen durch die freie Natur. Es gibt mehrere Bahnübergänge, an denen die Schmalspurbahn halten muss, bevor sie mit Schrittgeschwindigkeit überquert werden.
Züge von Grovebury überquerten die Billington Road und erklommen dann eine starke Steigung bis Page’s Park. Hier gab es eine Abzweigung nach Süden zum Bahnbetriebswerk und der Pratt’s Pit Quarry. Seit 2006 ist der Bahnhof von Page’s Park der südliche Endbahnhof der Museumseisenbahn. Von dort kurvt die Bahn in nördlicher Richtung bis zum Scheitelpunkt Red Barn. Anschließend führt die Strecke über ein 1,7 % (1:60) Gefälle ins Tal, bevor sie wieder ansteigt, um Stanbridge Road zu überqueren. An den ehemaligen Marley’s Tile Works vorbei führt die Strecke über Marley’s Bank mit bis zu 4 % (1:25) Gefälle, auf dem die mit Sand beladenen Züge oft eine Hilfslokomotive benötigten.
Am unteren Ende von Marley’s Bank schwenkt die Linie stark nach Norden und führt anschließend nahezu eben nach Leedon Loop. Danach überquert sie Hockliffe Road und Clipstone Brook und steigt dann mit 2 % (1:50) bis zum Bahnübergang an der Vandyke Road. Gleich danach gibt es eine 90°-Kurve zur Vandyke Junction, wo es einen zweigleisigen Abschnitt für Zugbegegnungen gab. Hier gab es Abzweigungen nach den Sandgruben Chamberlain’s Barn und New Trees, die noch teilweise erhalten sind, aber von der Museumseisenbahn nicht genutzt werden. Abschließend verläuft die Strecke parallel zur Vandyke Road, steigt gleichmäßig bis zur Bryan’s Loop und über ein Gefälle zum Bahnübergang der Shenley Hill Road. In der Ebene führt sie zu den Stonehenge Works, dem heutigen Bahnbetriebswerk. Dieses ist außerdem der nördliche Endbahnhof der Museumseisenbahn.
Von dort führte die Bahn auf einem 1,6 km langen zweigleisigen Abschnitt zu den beiden Double Arches genannten Sandgruben von Joseph Arnold und George Garside.

## Erhaltene Lokomotiven

### Dampflokomotiven

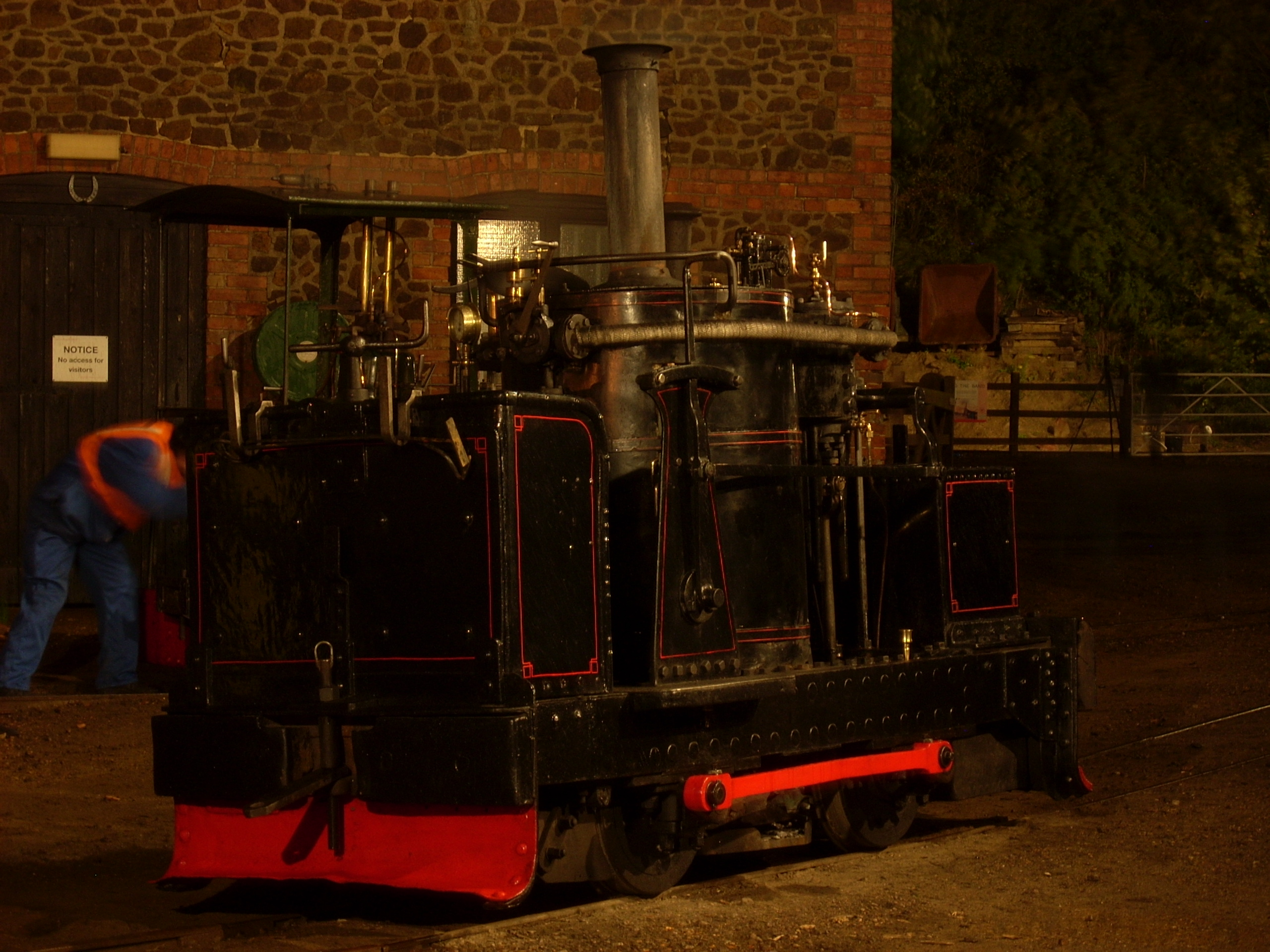
Chaloner, 2008

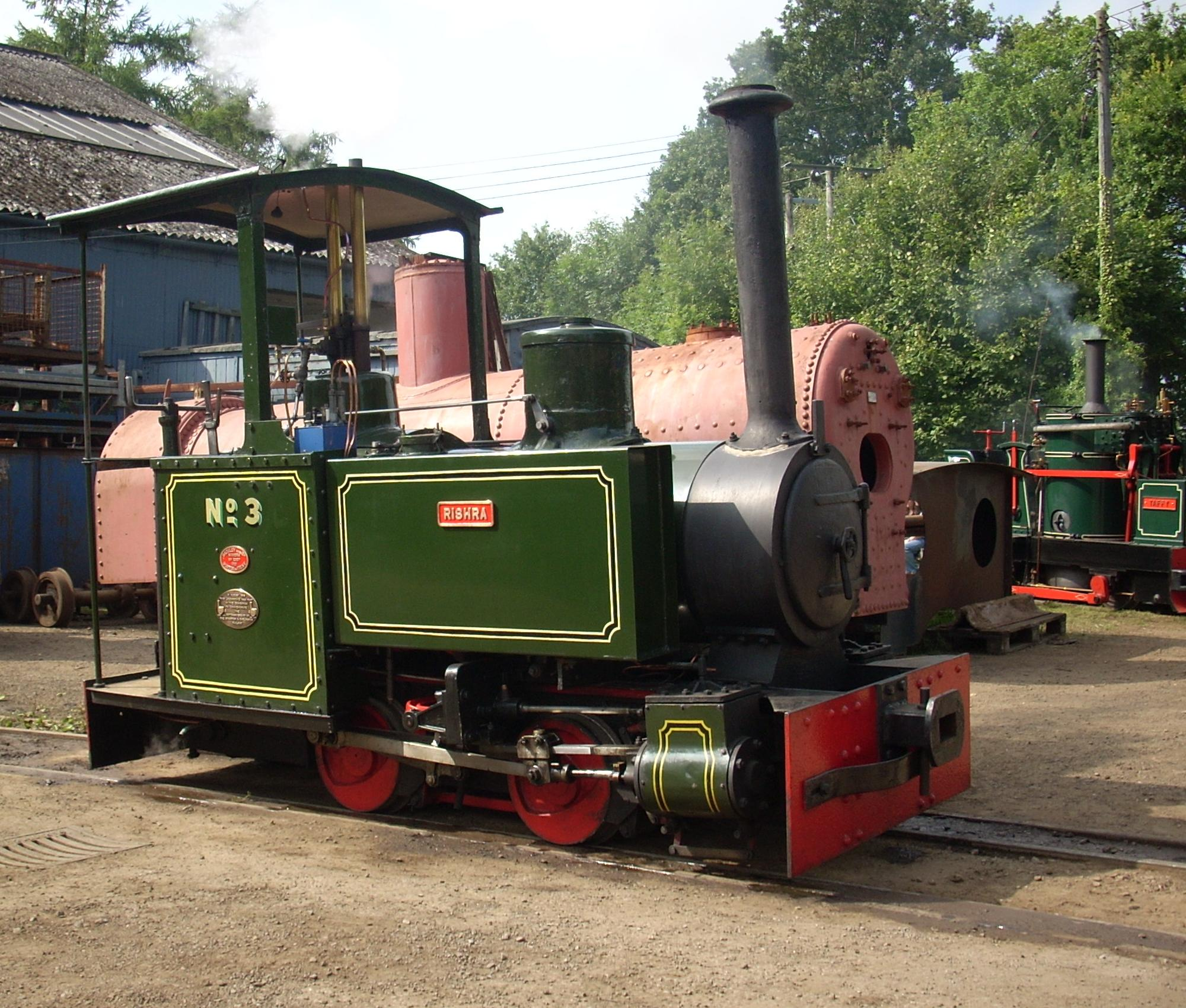
Rishra, 2008

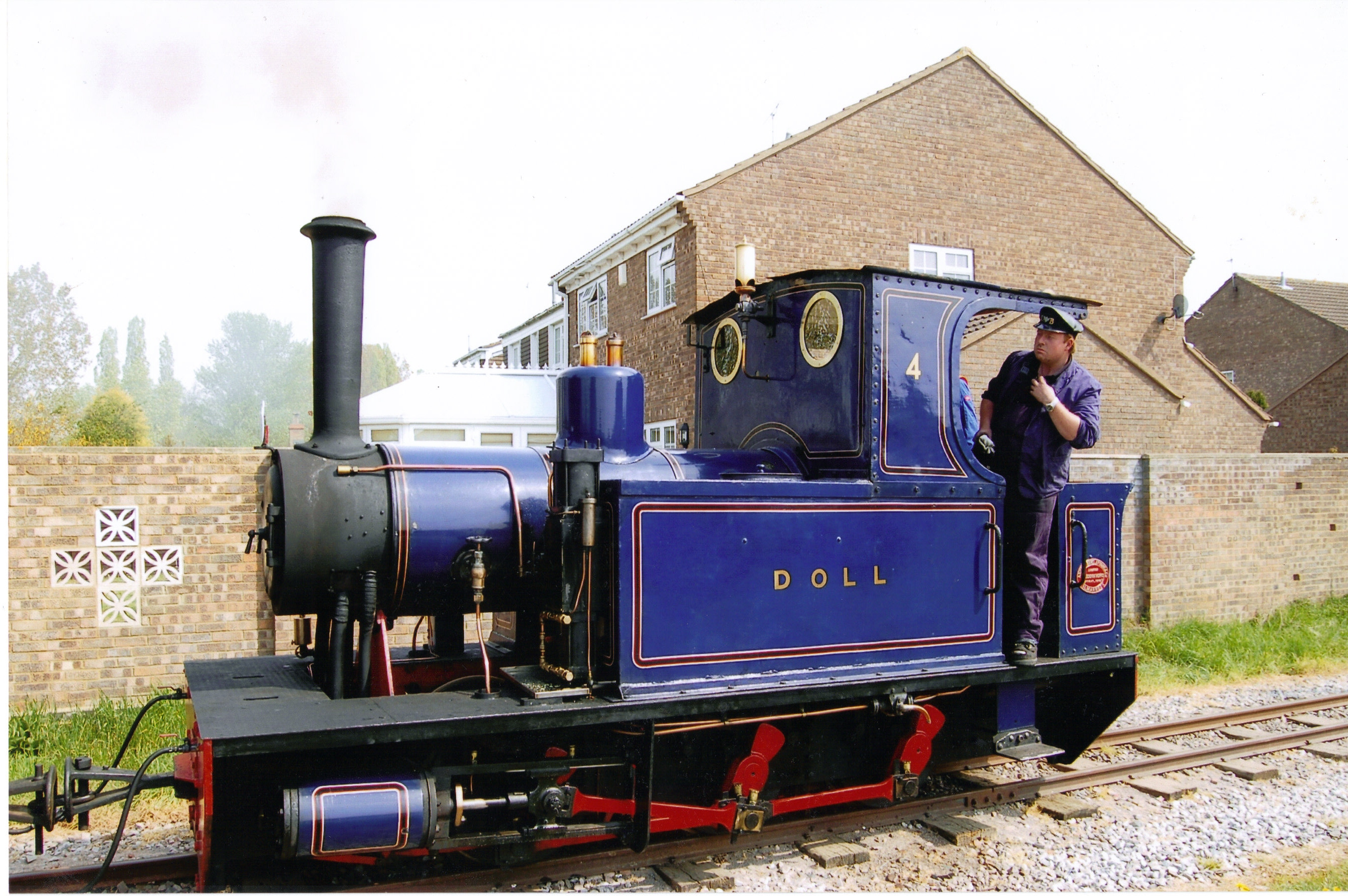
Doll, 2007

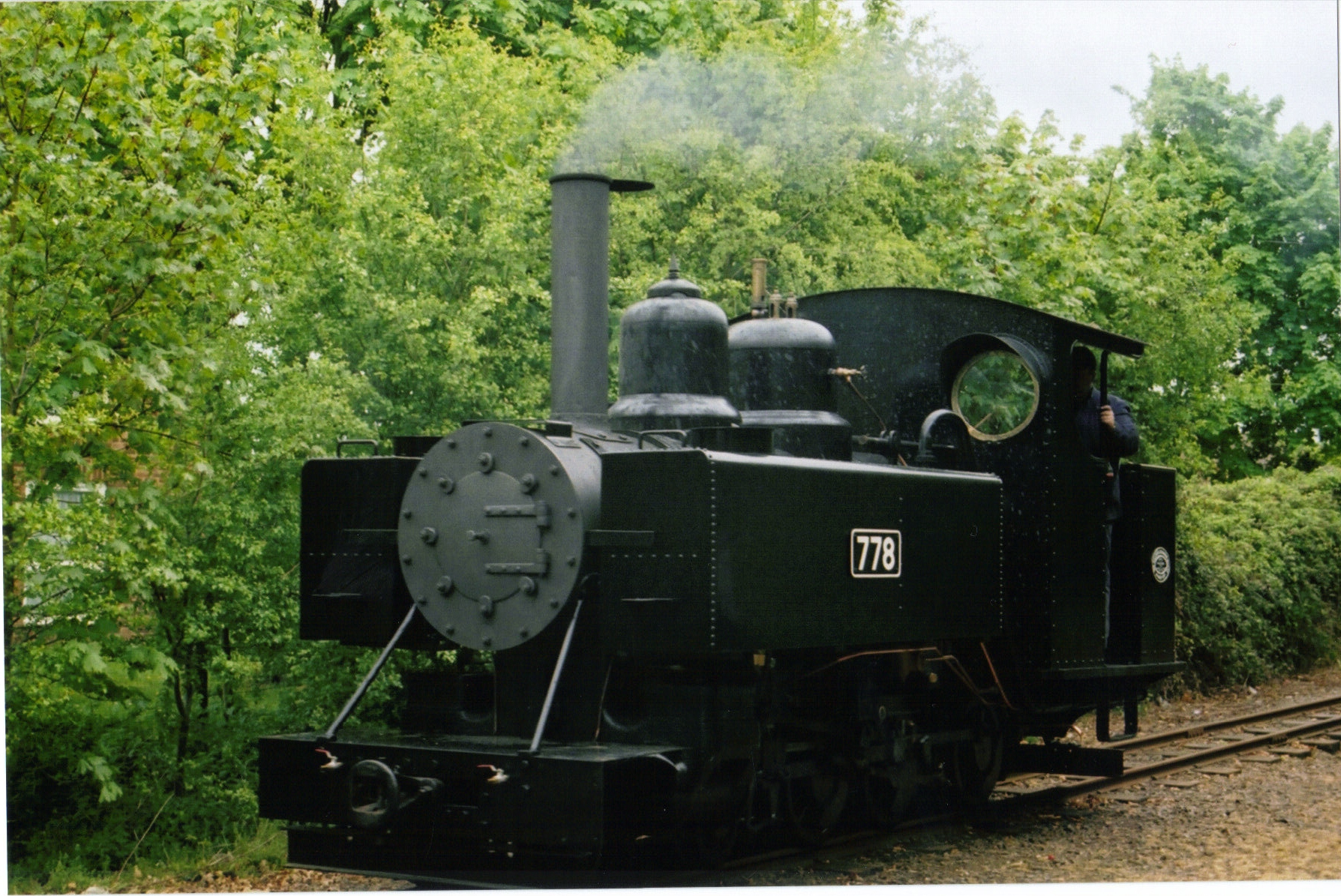
Lokomotive Nr. 778 bei Wiederinbetriebnahme 2007

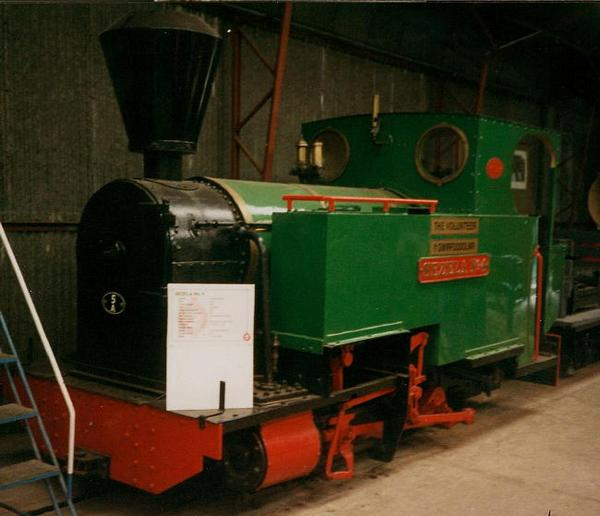
Sezela an ihrem früheren Einsatzort bei der Welsh Highland Heritage Railway, 1981

| Nr.  | Name      | Achsfolge | Hersteller               | Werks-Nr. | Baujahr | Ursprung                                               | Lackierung       | Bemerkungen |
| ---- | --------- | --------- | ------------------------ | --------- | ------- | ------------------------------------------------------ | ---------------- | --- |
| 1    | Chaloner  | 0-4-0VBT  | De Winton                | n/a       | 1877    | Penyrorsedd Schieferbruch, Nord-Wales                  | Schwarz          | Bis 1881 in der Penybryn Quarry eingesetzt, danach von 1881 bis 1960 bei Penyrorsedd. Von Alfred Fisher erworben und 1968 nach Leighton Buzzard verbracht. Für den regulären Betrieb zu klein aber an Gala-Tagen noch im Einsatz. |
| 2    | Pixie     | 0-4-0ST   | Kerr Stuart              | 4260      | 1922    | Devon County Council, Wilminstone Quarry               | Grün             | Eine der 27 Wren-Class-Lokomotiven, die für den Abwasserkanalbau in Essex beschafft wurden. 1929 an den Devon County Council verkauft. 1957 durch die Industrial Locomotive Society erworben. 1969 in Leighton Buzzard in Betrieb genommen. Vorübergehend an das Devon Railway Centre verliehen. Einsatz an Gala-Tagen.                                                         |
| 3    | Rishra    | 0-4-0T    | Baguley cars Ltd.        | 2007      | 1921    | Hoogly Docking & Engineering Co., Rishra, India        | Grün             | Die einzige erhaltene Lokomotive dieses Typs. Einsatz für den Kohletransport in einer Wasserpumpstation in Kalkutta. 1963 durch Mike Satow erworben. 1971 in Leighton Buzzard in Betrieb genommen. Für den regulären Betrieb zu klein aber an Gala-Tagen noch im Einsatz. |
| 4    | Doll      | 0-6-0T    | Andrew Barclay           | 1641      | 1919    | Sydenham Ironstone Quarry, King’s Sutton, Oxfordshire  | Blau             | 1926 zu den Bilston Furnaces ausgeliefert, wo sie bis 1960 lief. 1966 durch das Bressingham Steam Museum erworben; 1969 an Henry Williams verkauft. 1972 von der Leighton Buzzard Light Railway erworben. Wurde bis zur Generalüberholung im regulären Personenverkehr eingesetzt.                                                                                              |
| 5    | Elf       | 0-6-0WT   | Orenstein & Koppel       | 12740     | 1936    | Likomba Development Company, Cameroon, Africa          | Orange           | Bis 1971 im Einsatz auf einer Plantage in Cameroon. 197? erworben. Holzbeheizt, mit einem Funkenfänger. Inzwischen auf Kohle umgestellt. Seit der Generalüberholung von 2010 Einsatz im regulären Personenverkehr. |
| 11   | PC Allen  | 0-4-0WT   | Orenstein & Koppel       | 5834      | 1913    | Solvay Alkali Works, Torrelavega, Spanien              | Grün und schwarz | Ursprünglich für den Einsatz in den Chemiewerken von Solvay & Cie, Torrelavega, Spanien gebaut. 1963 durch Sir Peter Allen erworben. 1970 nach Leighton Buzzard transferiert. Seit der Generalüberholung von 2014 im regulären Betrieb. |
| 9    | Peter Pan | 0-4-0ST   | Kerr Stuart              | 4256      | 1922    | Devon County Council, Willminstone Quarry, Devon       | Grün             | Wren Class Lokomotive, die zusammen mit Pixie in Devon eingesetzt wurde. 1972 erworben durch Graham Hall, der die Lok in einem Garten in Bromsgrove fand. |
| 778  |           | 4-6-0PT   | Baldwin Locomotive Works | 44656     | 1917    | War Department Light Railways                          | Schwarz          | Baldwin Class 10-12-D. 1917 als eine der 495 Lokomotiven von Baldwin für das War Department Light Railways gebaut. Während des Ersten Weltkrieges im Fronteinsatz an den Schützengräben. Anschließend bis in die 1980er Jahre im Einsatz in Indien, zum Schluss bei den Upper India Sugar Mills in Uttar Pradesh. Wurde im August 2007 in Leighton Buzzard in Betrieb genommen. |
| 4    | Sezela    | 0-4-0T    | Avonside Engine Company  | 1738      | 1915    | Sezela sugar-cane plantation, Natal, South Africa      | Grün             | Gebaut für die 200 km lange Strecke der Sezela Sugar Cane Plantation in Natal, Südafrika. Generalüberholung erforderlich. |
| 2023 |           | 0-8-0T    | Lokomotivfabrik Krauss   | 7455      | 1918    | Deutsche Heeresfeldbahn-Lokomotive im Ersten Weltkrieg | Grau             | Eine der 2500 deutschen Heeresfeldbahn-Lokomotiven dieser Bauart. Nach dem Krieg als Zuckerrübeneisenbahn in Nord-Frankreich verwendet. Ab 1964 in einer Sandgrube in Variscourt. 1970 zum Erhalt erworben. 2014 von der Leighton Buzzard Railway erworben. Reparaturbedürftig.                                                                                                 |
|      | Pedemoura | 0-6-0WT   | Orenstein & Koppel       | 10808     | 1922    | Douro Valley coal mines, northern Portugal             | Grün             | Eine Nummer größer als die Elf. Einsatz in den Kohlegruben des Douro Tals in Nord-Portugal. 1970 zum Erhalt erworben. Wurde nach elfjähriger Generalüberholung am 17. Juli 2016 wieder in Betrieb genommen. |

### Diesellokomotiven

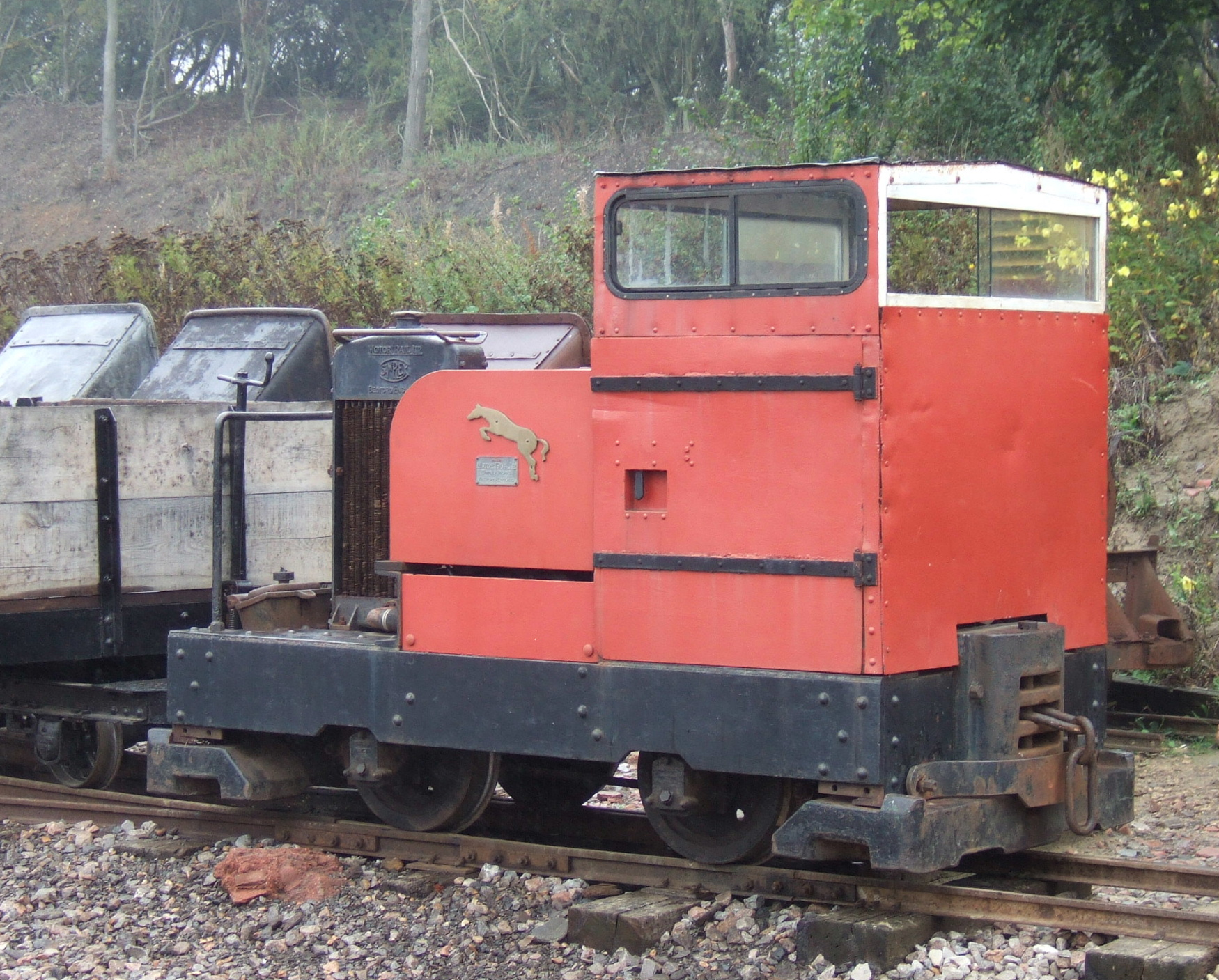
Motor Rail Diesellok Red Rum bei den Stonehenge Works

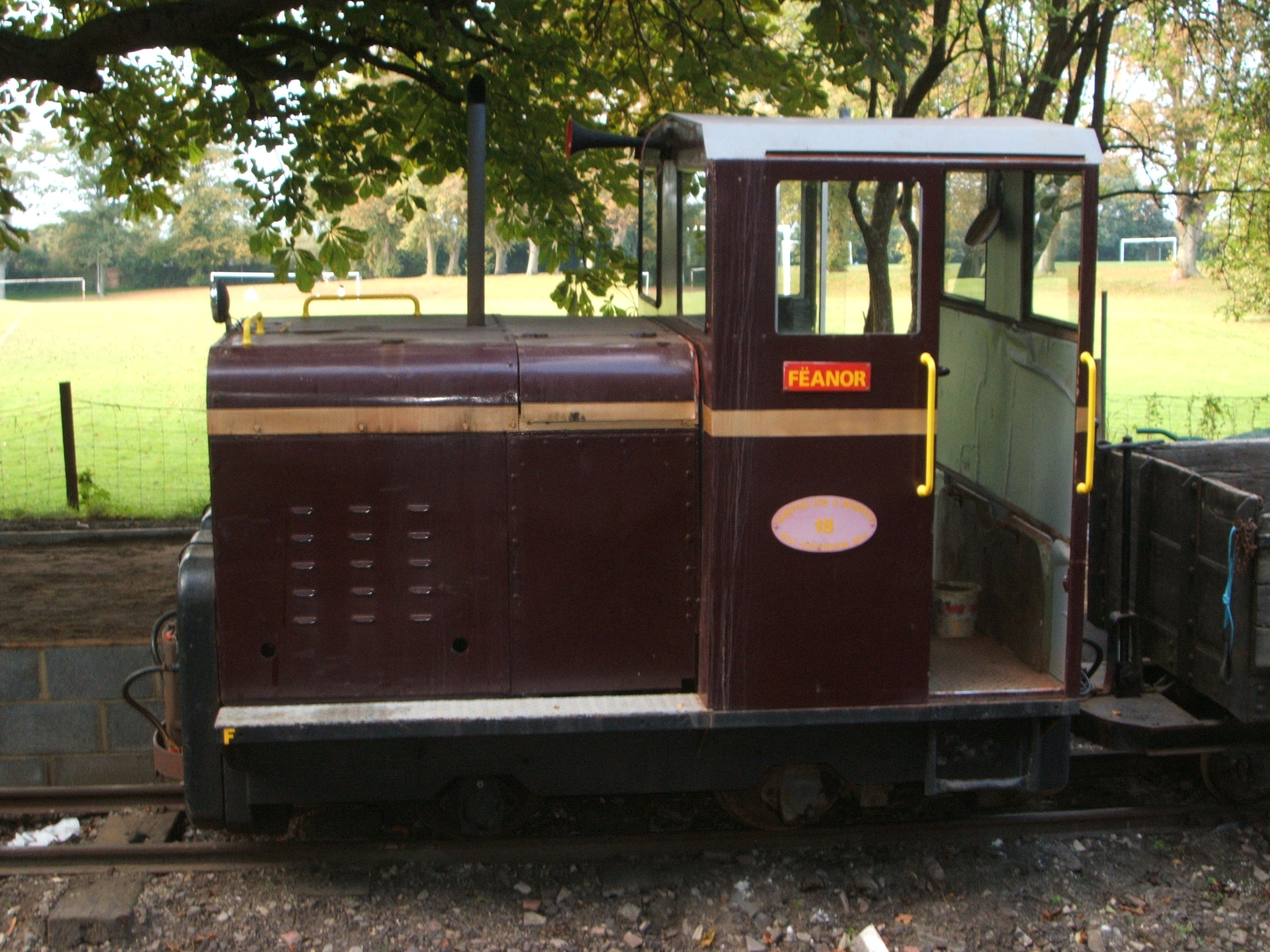
Motor Rail Diesellok Fëanor bei Page’s Park Station

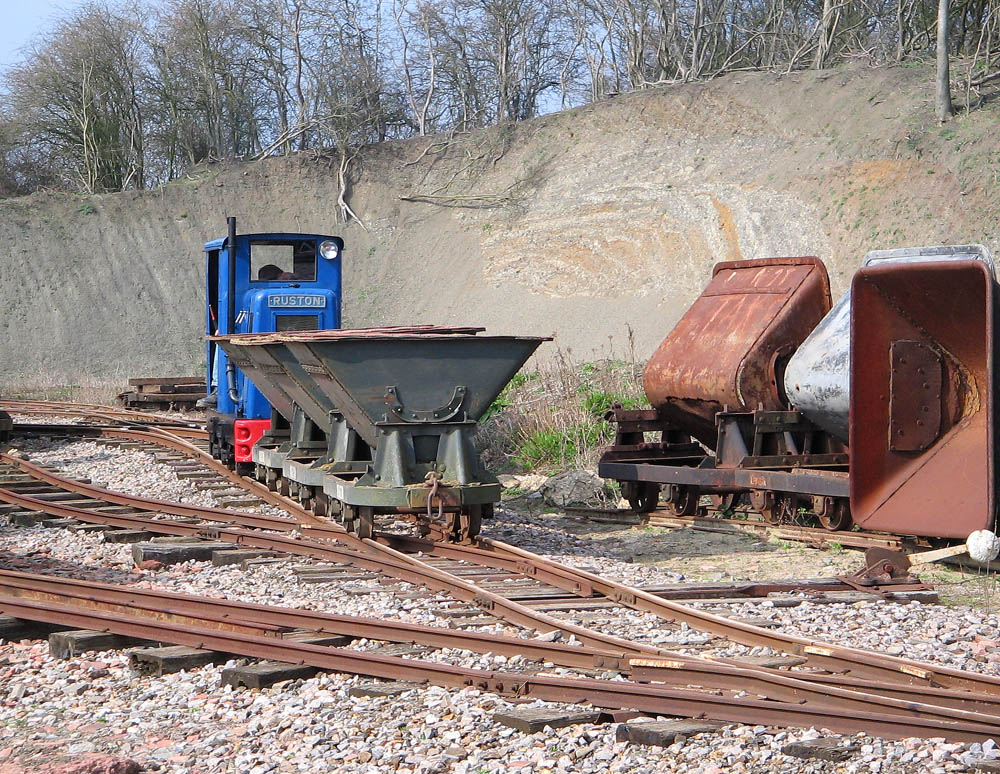
Ruston Hornsby Diesellok Trent mit Sandloren

| Nr.  | Name                       | Achsfolge | Hersteller         | Werks-Nr. | Baujahr | Ursprung                                                               | Bemerkungen |
| ---- | -------------------------- | --------- | ------------------ | --------- | ------- | ---------------------------------------------------------------------- | --- |
| (2)  |                            | 4wDM      | Motor Rail         | 5608      | 1931    | St Albans Sand and Gravel Co. Ltd. Smallford, Hertfordshire            | Um 1970 zum Bremserwagen umgebaut |
| (3)  |                            | 4wDM      | Motor Rail         | 5613      | 1931    | St Albans Sand and Gravel Co. Ltd. Smallford, Hertfordshire            | Um 1970 als Kran umgebaut |
| 6    | Caravan                    | 4wDM      | Motor Rail         | 7129      | 1938    | Redland Flettons Brick Company                                         | Eine ungewöhnliche Variante der Motor Rail Simplex Klasse mit einer langen Kabine.                                                                |
| 7    | Falcon (Pam until c. 1978) | 4wDM      | Orenstein & Koppel | 8986      | unknown | Woodham Brick Co. Ltd., Wotton, Buckinghamshire                        | 1970 durch Peter Hodges von einem Schrottplatz in Newport Pagnell gerettet.                                                                       |
| 8    | Gollum                     | 4wDM      | Ruston Hornsby     | 217999    | 1942    | Featherby’s Brickworks, Rochford, Essex                                | |
| 9    | Madge                      | 4wDM      | Orenstein & Koppel | 7600      | 1935    | Oxsted Grestone Lime Co. Ltd., Oxsted, Surrey                          | Einzylinder RL1C Klasse |
| 10   | Haydn Taylor               | 4wDM      | Motor Rail         | 7956      | 1945    | British Industrial Sand Ltd. Middleton Towers, Norfolk                 | Seit 1971 eine Leihgabe. Spitzname „Breadbin-Brotkasten“ wegen der ungewöhnlichen Kabine. 1973 mit einer konventionellen Kabine wieder aufgebaut. |
| 12   | Carbon                     | 4wPM      | Motor Rail         | 6012      | 1930    | Standard Bottle Co., New Southgate, Middlesex                          | 1972 über M.E. Engineering, Cricklewood beschafft                                                                                                 |
| 13   | Arkle                      | 4wDM      | Motor Rail         | 7108      | 1937    | George Garside, Leighton Buzzard, Bedfordshire                         | Originale Leighton Buzzard Sandgrubenlok, seit 1981 in Betrieb                                                                                    |
| 14   |                            | 4wDM      | Hunslet            | 3646      | 1946    | Crumbles Gravel Pits, Eastbourne, Sussex                               | 1972 beschafft |
| 15   | Tom Bombadil (after 1990)  | 4wDM      | F.C. Hibberd       | 2415      | 1941    | Butterley & Blaby Brick Companies Ltd., Ripley, Derbyshire             | |
| 16   | Thorin Oakenshield         | 4wPM      | Lister             | 11221     | 1939    | Guard Bridge Paper Co. Ltd., Leuchars, Fife                            | |
| 17   | Damredub                   | 4wPM      | Motor Rail         | 7036      | 1936    | George Garside, Leighton Buzzard, Bedfordshire                         | Originale Leighton Buzzard Sandgrubenlok, bis 1981 in Betrieb                                                                                     |
| 18   | Fëanor                     | 4wDM      | Motor Rail         | 11003     | 1956    | British Industrial Sands Ltd., Middleton Towers, Norfolk               | |
| 19   |                            | 4wDM      | Motor Rail         | 11298     | 1965    | British Industrial Sands Ltd., Middleton Towers, Norfolk               | |
| 20   |                            | 4wDM      | Motor Rail         | 60S317    | 1966    | British Industrial Sands Ltd., Middleton Towers, Norfolk               | |
| 21   | Festoon                    | 4wPM      | Motor Rail         | 4570      | 1929    | George Garside, Leighton Buzzard, Bedfordshire                         | Originale Leighton Buzzard Sandgrubenlok, seit 1981 eingelagert                                                                                   |
| 22   | Fingolfin                  | 4wDM      | LBLR               | 1         | 1989    |                                                                        | Constructed from parts of Ruston Hornsby 425798 and 444207                                                                                        |
| 23   |                            | 4wDM      | Ruston Hornsby     | 164346    | 1932    | West Kent Main Sewage Board, Littlebrook, Kent                         | Zweitälteste noch erhaltene Ruston Hornsby Lokomotive                                                                                             |
| 24   |                            | 4wDM      | Motor Rail         | 11297     | 1965    | British Industrial Sands Ltd., Middleton Towers, Norfolk               | |
| (24) |                            | 4wPM      | Motor Rail         | 4805      | 1934    | J. Arnold & Sons Ltd., Leighton Buzzard, Bedfordshire                  | Originale Leighton Buzzard Sandgrubenlok, seit 1981 zerlegt                                                                                       |
| 43   |                            | 4wDM      | Motor Rail         | 10409     | 1954    | Leighton Buzzard Light Railway Company, Leighton Buzzard, Bedfordshire | Originale Leighton Buzzard Sandgrubenlok, 1972 durch John Cohring erworben                                                                        |

### Frühere Lokomotiven

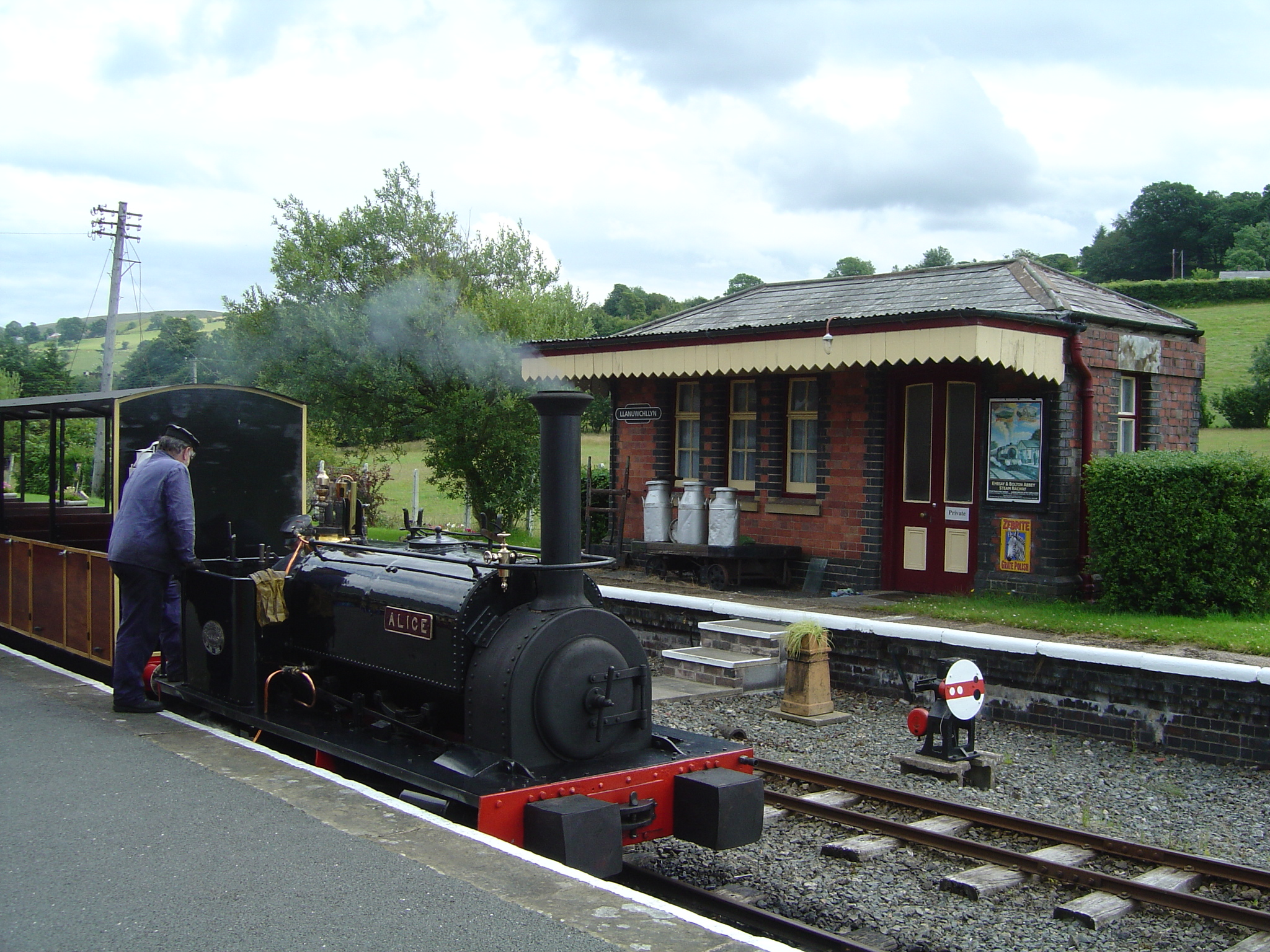
Alice bei der Bala Lake Railway

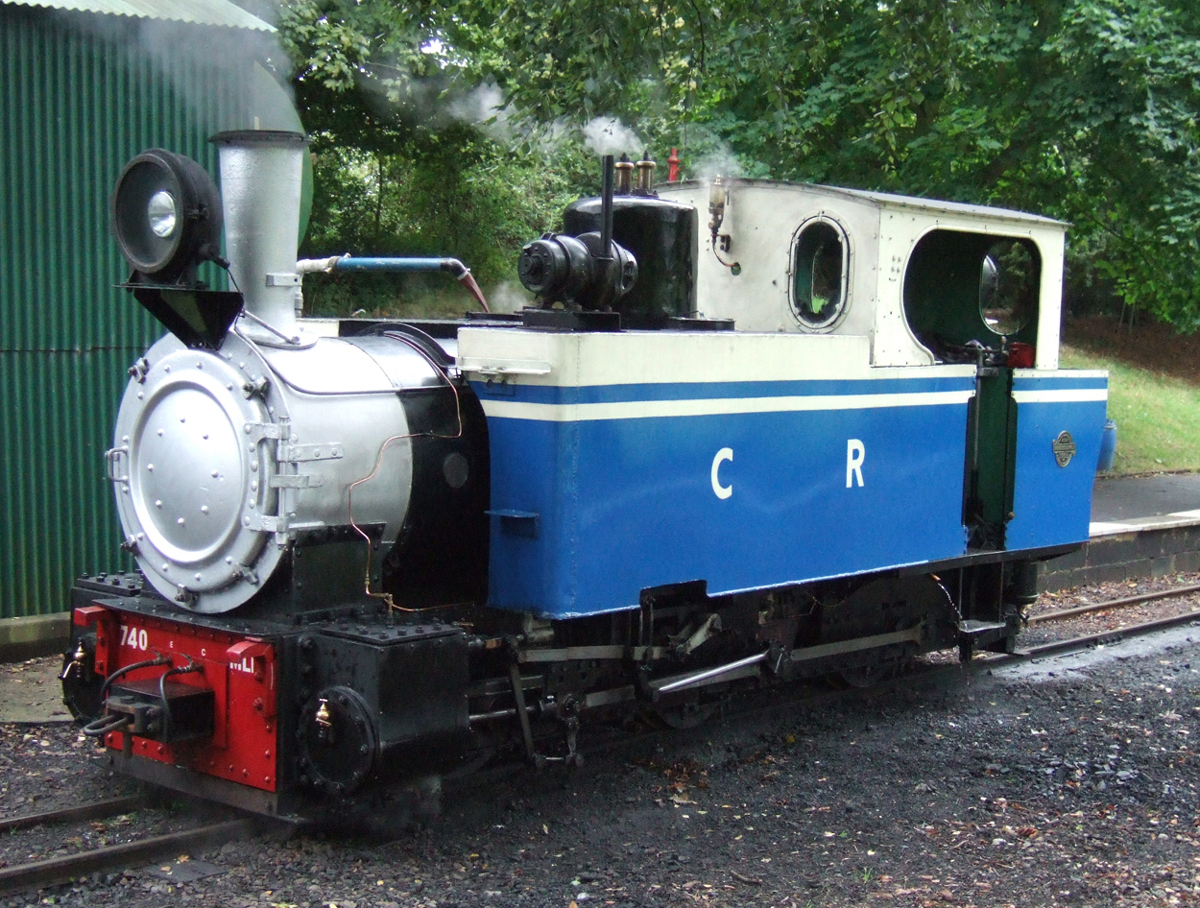
Lokomotive Nr. 740 bei Page’s Park

| Nr. | Name  | Achsfolge | Hersteller         | Werks-Nr. | Baujahr | Ursprung                                          | Bemerkungen |
| --- | ----- | --------- | ------------------ | --------- | ------- | ------------------------------------------------- | --- |
| (1) |       | 4wDM      | Motor Rail         | 5612      | 1931    | St Albans Sand and Gravel Co. Ltd. Nazeing, Essex | 1988 zerlegt |
| 6   | Alice | 0-4-0ST   | Hunslet            | 780       | 1902    | Dinorwic slate quarry                             | Inzwischen bei der Bala Lake Railway |
| 740 |       | 0-6-0T    | Orenstein & Koppel | 2343      | 1907    | Matheran Light Railway, Maharastra, India         | Restauriert mit ungewöhnlichen Klein-Linder Radialachsen. Inzwiscne be der South Tynedale Railway. Seit 7. September 2002 in Leighton Buzzard in Betrieb. |

### Erhaltene Leihgaben

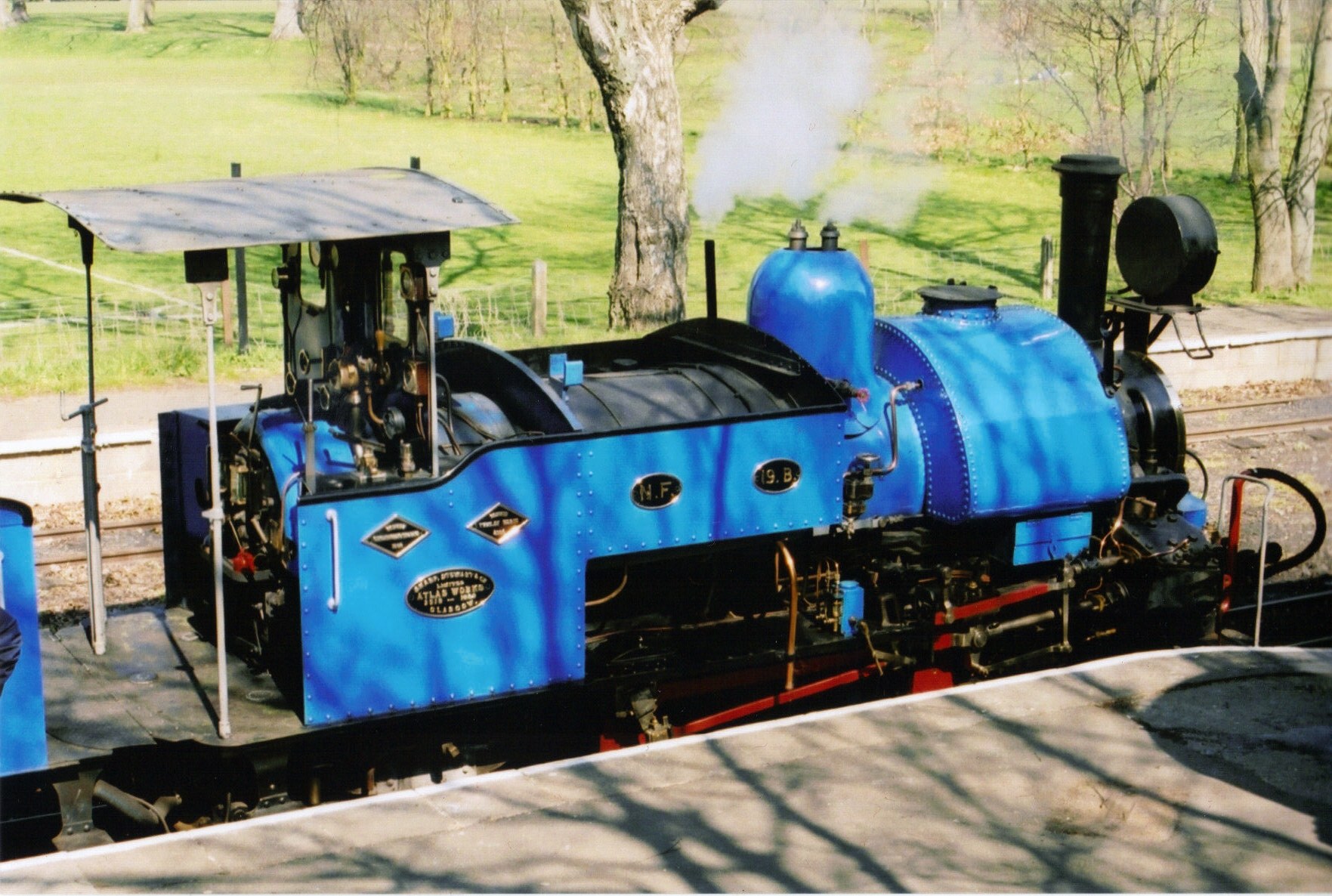
DHR19 am Bahnhof von Leighton Buzzard

| Nr.   | Name         | Hersteller                            | Einsatz seit | Ursprung                                   | Bemerkungen |
| ----- | ------------ | ------------------------------------- | ------------ | ------------------------------------------ | --- |
|       | Gertrude     | Andrew Barclay                        | 2009         | Welsh Highland Heritage Railway            | Restauriert und betrieben durch Exmoor Transport. Schwesterlok von Doll. 1918 als Werks-Nr. 1578 gebaut                 |
| DHR19 |              | Sharp Stewart                         |              | Beeches Light railway                      | Werks-Nr. 3518. Gebaut für die Darjeeling Himalayan Railway, B Class Nr. 19 (Nr. 778 unter der gesamtindischen Zählung) |
| 22    | Montalban    | Orenstein & Koppel                    |              | West Lancashire Light Railway              | |
|       | Woto         | WG Bagnall                            |              | Alan Keef Ltd                              | |
|       | Elidir       | Hunslet                               |              | Llanberis Lake Railway                     | |
|       | Britomart    | Hunslet                               |              | Ffestiniog Railway                         | |
|       | Jack         |                                       |              | West Lancashire Light Railway              | |
|       | Irish Mail   | Hunslet                               |              | West Lancashire Light Railway              | |
|       | Barbouilleur | Decauville                            |              | Amberley Museum Railway                    | |
| 1     | Bronhilde    | Berliner Maschinenbau (Schwartzkopff) |              | Bredgar and Wormshill Light Railway        | 1927 |
| 2     | Katie        | Arn Jung                              |              | Bredgar and Wormshill Light Railway        | 1931 |
| 10    | Naklo        | Fablok (Chrzanów)                     |              | South Tynedale Railway                     | 1957 |
|       | Triassic     | Peckett                               |              | Bala Lake Railway                          | |
|       | Alan George  | Hunslet                               |              | Teifi Valley Railway                       | Werks-Nr. 606, 1894 gebaut                                                                                              |
| 4     | Stanhope     | Kerr Stuart                           | 2001         | West Lancashire Light Railway              | Im Besitz des Moseley Railway Trust. Tattoo Class 2395. 1917 gebaut                                                     |
| 939   | Justine      | Jung                                  | 1986         | North Gloucestershire Narrow Gauge Railway | |
| 1091  |              | Henschel                              | 2009         | North Gloucestershire Narrow Gauge Railway | [ 4 ] |
| 1652  | Type 17      | Decauville                            | 2009         | Froissy Dompierre Light Railway            | [ 5 ] |